# La vecindad (telenovela)
La vecindad, conocida también como Casa de Vecindad es una telenovela mexicana producida y dirigida por Ernesto Alonso en 1964 para Televisa. Escrita por Luis Moreno, fue protagonizada por Julissa y Álvaro Zermeño, antagonizada por Jacqueline Andere, además de la actuación estelar de Carmen Salinas en su debut en esta historia.
En 1998, su autor estrena la telenovela Desecuentro, cuya trama combina elementos de La Vecindad junto a El ídolo de 1965.

## Reparto
- Julissa - Lupe
- Álvaro Zermeño - Juan Antonio
- Jacqueline Andere - Yolanda
- Carmen Salinas - Cuca
- Miguel Manzano - Manuel
- Ofelia Guilmáin - Amalia
- Enrique Álvarez Félix - Jorge
- Emily Cranz - Elena
- Rafael del Río - Gerardo
- Silvia Fournier - Cristina